# عنق فراولي
العنق الفراولي أو عنق الفراولة (بالإنجليزية: Strawberry cervix)‏ هو نتيجةٌ فَحصية يكون فيها عنق الرحم مُنقطًا وحُليمي المظهر. تمت تسميته لمظهره الخارجي المُشابه للفراولة.
وعلى عكسٍ التهاب عنق الرحم، فإنَّ العنق الفراولي يُرتبط بشكلٍ انتقائي مع العدوى بجنس المشعرة.